# Phillip A. Sharp

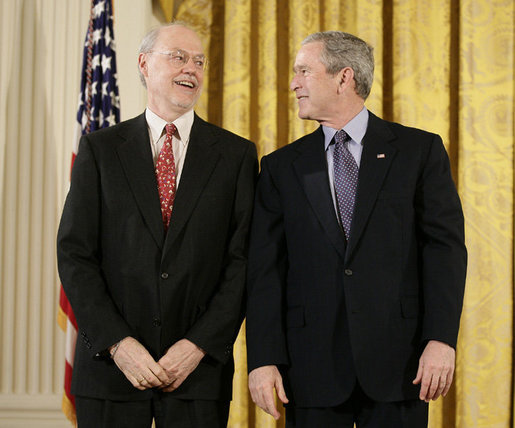
Phillip A Sharp (vänster) tillsammans med George W. Bush.

Phillip A. Sharp, född 6 juni 1944 i Falmouth, Kentucky, är en amerikansk genetiker och molekylärbiolog. Sharp tilldelades, tillsammans med Richard J. Roberts, Nobelpriset i fysiologi eller medicin 1993, för sina upptäckter av introner i eukaryotisk DNA.
Upptäckten innebär att nukleotid-sekvensen för en gen kan innehålla sekvenser, s.k. introner, som inte översätts till
aminosyror i den slutliga produkten av genen, proteinet. I processen att tillverka proteinet, proteinsyntesen, splittras den ursprungliga sekvensen, som kopierats till budbärar-RNA, upp i bitar och sätts ihop igen utan de ursprungliga intron-sekvenserna, innan proteintillverkningen sker. Denna uppsplittring och ihopsättning kan ske på olika sätt vilket medför att en och samma gen kan ge upphov till flera olika proteiner.
1988 tilldelades han Albert Lasker Basic Medical Research Award.